# Kanadawaldsänger

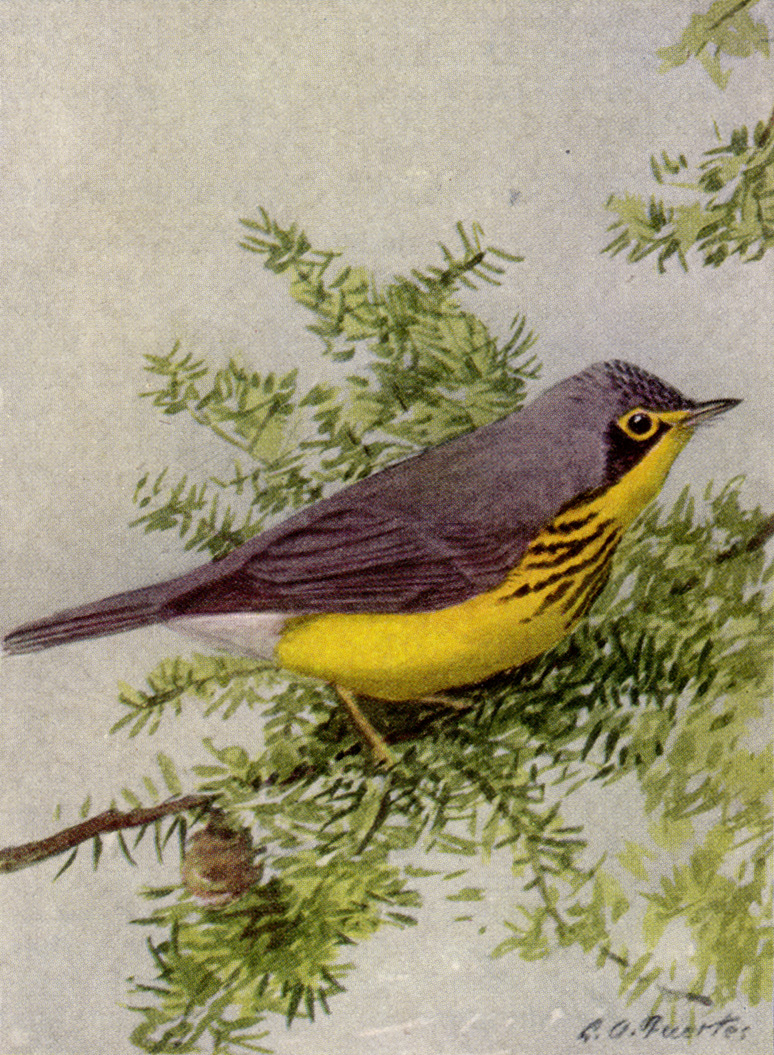
Männlicher Kanadawaldsänger

Verbreitungsgebiet des Kanadawaldsängers:
Brutgebiete
Überwinterungsgebiete

Der Kanadawaldsänger (Cardellina  canadensis, Syn.: Wilsonia canadensis) ist ein kleiner insektenfressender Vogel in der Familie der Waldsänger (Parulidae).
Männliche Kanadawaldsänger haben ein gelbes Unterseitengefieder mit einer schwarzgestrichelten und -gefleckten oberen Brust. Die Oberseite ist blaugrau. Auf beiden Seiten des Kopfes befindet sich rund um das Auge ein gelber bis weißer Augenring. Von dem Auge bis zur Schnabelbasis zieht sich ein gelber Streifen. Am hinteren Gesichtsbereich ist das Federkleid schwarz. Beim Weibchen ist das Federkleid insgesamt stumpfer als beim Männchen und die Schwarzanteile an der Brust sind weniger ausgeprägt. Sie verfügen über einen dünnen, spitzen Schnabel. Ihre Beine sind rosarot.
Die Hauptnahrung besteht aus Insekten, die im dichten Untergestrüpp aufgestöbert werden. Unter anderem werden auch Schnecken und Früchte verzehrt.
Ihre nach oben geöffneten Nester legen sie am Boden oder in der Nähe über dem Boden an. Wichtig dafür ist eine dichte niedrige Vegetation. Nur das Weibchen beteiligt sich am Nestbau und am Brutgeschäft. Als Nistmaterial werden Gräser, Flechten, Moose und Fasern von Wurzeln genutzt. Ein Gelege besteht aus vier bis fünf weißen Eiern, die in einem Zeitraum von etwa zwölf Tagen ausgebrütet werden.
Ihren Namen bekamen die Kanadawaldsänger aufgrund ihrer ersten Entdeckung in Kanada. Sie sind jedoch nicht auf Kanada beschränkt. Ihre Brutgebiete befinden sich in den feuchten Mischwäldern von Kanada über British Columbia und Neuschottland, nach Minnesota, Michigan, Connecticut und weiter südlich nach Georgia. Den Winter verbringen sie im Norden von Südamerika, einschließlich Venezuela, Kolumbien, Ecuador, Peru und im Norden von Brasilien. Wegen Lebensraumvernichtung und Veränderungen der Waldstruktur sind die Bestände der Kanadawaldsänger zurückgegangen.